# Candidia pingtungensis
Candidia pingtungensis és una espècie de peix cipriniforme de la família dels ciprínids.

## Morfologia
- Els mascles poden assolir 11,4 cm de longitud total.
- Nombre de vèrtebres: 44-46.[4]

## Hàbitat
És un peix d'aigua dolça i de clima subtropical.

## Distribució geogràfica
Es troba a Àsia: Taiwan.